# Santa Leopoldina
Santa Leopoldina è un comune del Brasile nello Stato dell'Espírito Santo, parte della mesoregione Central Espírito-Santense e della microregione di Santa Teresa.